# Petr IV. Aragonský
Petr IV. Aragonský (zvaný El Ceremonioso, 5. září 1319, Balaguer – 6. ledna 1387, Barcelona) byl v letech 1336–1387 král aragonský, valencijský (jako Petr II.), sardinský a korsický (jako Petr I.) a hrabě barcelonský a kníže katalánský (jako Petr III.) z dynastie barcelonské. Od roku 1344 byl také králem mallorským, poté co ostrov obsadil a sesadil svého švagra Jakuba III., který mu odmítl složil lenní přísahu.
Reorganizoval aragonskou státní správu a posílil královskou moc na úkor kortesů. Stejné změny jako v aragonských zemích se snažil prosadit i na Sardinii. Petr IV. musel během své vlády bojovat s odporem aragonské šlechty a měst, který se mu podařil potlačit v roce 1348 s podporou mocného rodu de Luna 1348. Vítězství se poté snažil využít k potlačení moci kortesů.
Podporoval rozvoj vzdělání a kultury. Roku 1354 založil v Huesce univerzitu.
Petr v roce 1377 vojensky obsadil Sicilské království, ale přenechal jej druhorozenému synovi Martinovi, který byl jako syn Eleonory Sicilské následníkem sicilského trůnu.

## Manželství, rodina, potomci
Petrovou první manželkou se 23. července 1338 stala Marie Navarrská, dcera Filipa III. Marie zemřela roku 1347 při porodu syna.
- Konstancie Aragonská (1343–1363)
- Johana Aragonská (1344–1385)
- Marie (1345–1348)
- Pedro (✝1347)

Dne 11. června 1347 (v zastoupení) resp. 15. listopadu téhož roku v Barceloně se stala jeho druhou ženou Eleonora Portugalská. Eleonora již rok po svatbě zemřela na morovou nákazu. Aby si zajistil dědice trůnu, oženil se Petr 27. srpna 1349 potřetí. Třetí manželkou se stala Eleonora Sicilská, dcera sicilského krále Petra II. Eleonora mu kromě vytouženého následníka trůnu porodila i dceru a další dva syny:
- Jan I. Aragonský (1350–1396)
- Martin I. Aragonský (1356–1410)
- Eleonora Aragonská (1358–1382)
- Alfons (1362–1364)

Poté, co královna Eleonora roku 1375 zemřela, se král počtvrté oženil, a to s její dvorní dámou Sibylou z Fortie. Svatba se konala 11. října 1377. Pár měl společně tři děti:
- Alfons Aragonský (1376–1377)
- Petr Aragonský (✝1379)
- Isabela Aragonská (1376–1424)